# Associazione umanistica britannica
La Associazione umanistica britannica (British Humanist Association, BHA) è un'organizzazione del Regno Unito che promuove l'umanesimo secolare e rappresenta le "persone che cercano di vivere serenamente senza religione o superstizione".
L'associazione è dedita al secolarismo, ai diritti umani, alla democrazia, all'egalitarianismo e al rispetto reciproco. Promuove una società aperta con libertà di espressione e di credo e l'abolizione dei privilegi goduti dalle religioni in ambito legale, culturale, televisivo e altrove sussistano. Vi sono più di 28 000 membri e sostenitori dell'associazione nel Regno Unito.
La BHA è il fornitore principale di servizi cerimoniali laici in Inghilterra e Scozia, avvalendosi di una rete nazionale di officianti accreditati.
L'associazione è affiliata alla Unione internazionale etico-umanistica e alla Federazione umanista europea.

## Presidenti
- Jim Al-Khalili (gennaio 2013 - in carica)
- Polly Toynbee (10 luglio 2007 – gennaio 2013)
- Linda Smith (2004 – 27 febbraio 2006)
- Claire Rayner (1999–2004)
- Hermann Bondi (gennaio 1981[3] – 1999)
- James Hemming (1977 – dicembre 1980)
- H. J. Blackham (1974–1977)
- George Melly (1972–1974)
- Edmund Leach (1970–1972)
- Alfred Jules Ayer (1965–1970)
- Julian Huxley (1963–1965)